# Tzeltalové

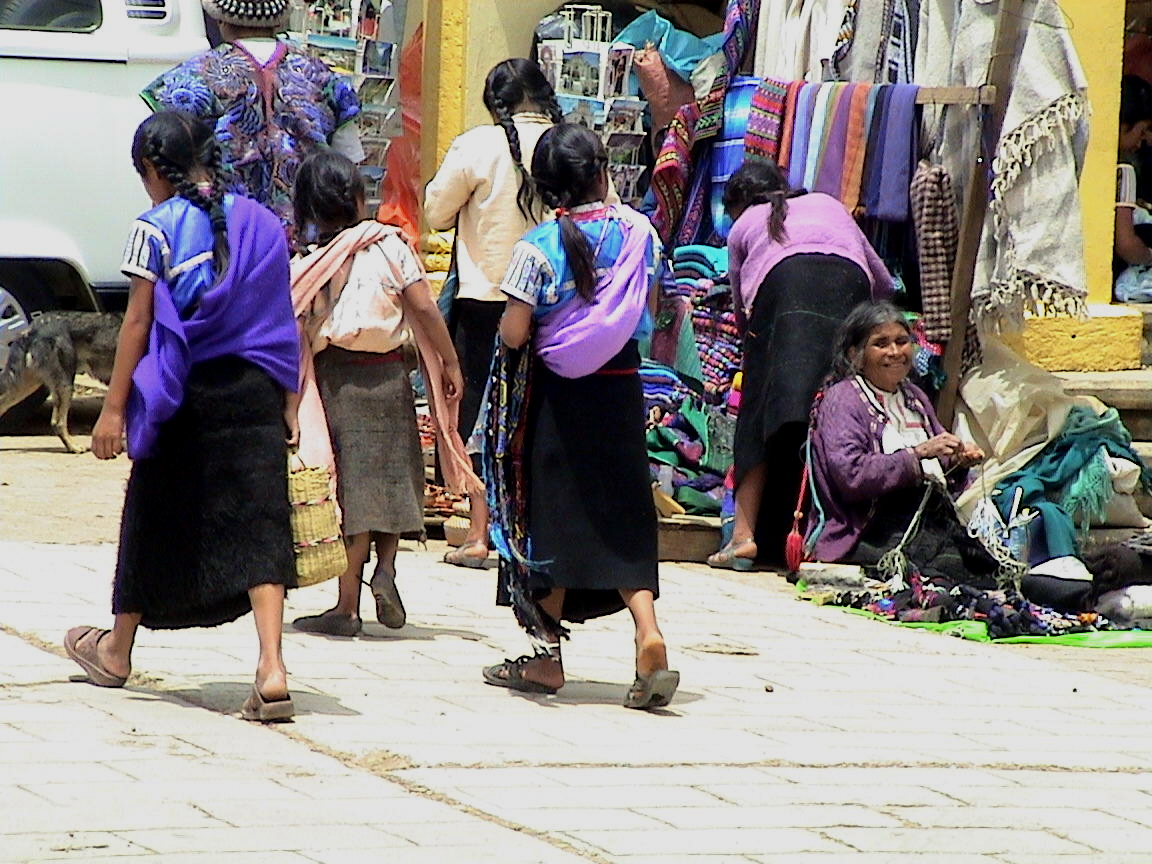
Domorodci.

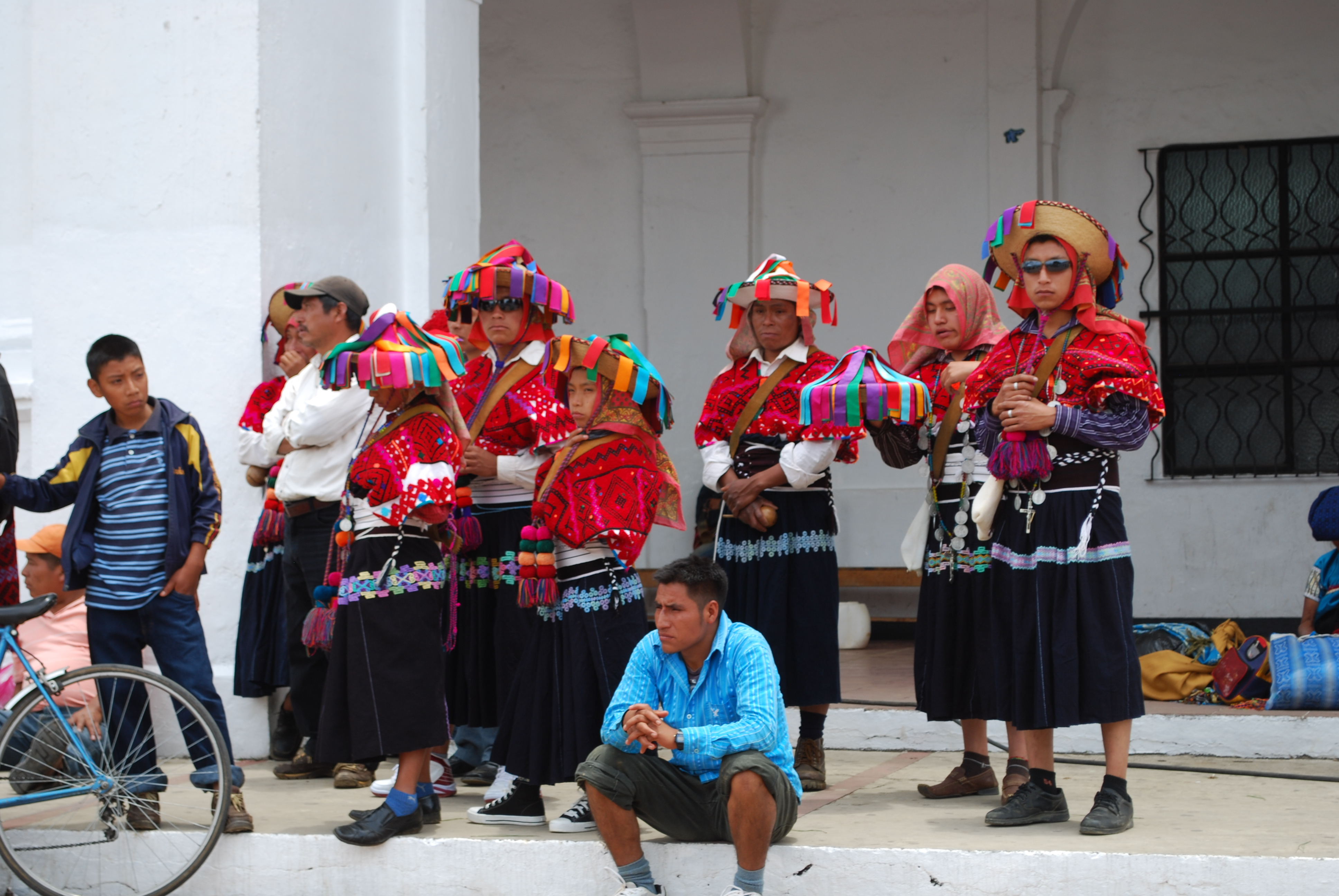
Tzeltalové

Tzeltalové jsou mayské etnikum obývající území v mexickém státě Chiapas, východně od San Cristóbalu de las Casas a při Panamerické dálnici. Nejvíce je osídlen sever tohoto území, ale také v San Cristóbalu žije mnoho příslušníků tzeltalského etnika.
Tzeltalové jsou příbuzní s národem Tzotzilů a mluví jazykem tzeltal.

## Charakteristika

### Způsob života
Jsou to lidé dosti malého vzrůstu (160 cm). Statných postav (břemena nosí na zádech s popruhem přes čelo), černých dlouhých rovných vlasů, bronzové pleti. Většina z nich má krevní skupinu 0.
Dělí se do komunit, přičemž každá komunita se liší krojem, jazykem, zvyky, apod. Mezi komunitami neexistuje velká solidarita.
Pozemky neboli milpy se rozdělují do tří typů podle doby výsevu a sklizně. Taková milpa je 8 x 8 brazadas (1 brazada = asi 2 m). Pěstuje se převážně kukuřice. Zrna sázejí muži. Při každé setbě se koná hostina, a pozvaní se modlí k Třinácti nosičům nebes. Chovají skot, prasata a drůbež. Slepičí vejce bývá někdy platidlem. V Tenejapě a Cancucu přežívá zvláštní způsob chovu prasat. Indiáni koupí selata od bělochů, vykrmí je a prodají. Poté je kupují v podobě masa od obchodníků.
Lidé se zde živí kukuřicí, fazolemi, papričkami chilli, tykvemi, maniokem a sladkými a obyčejnými brambory. V průběhu dne jsou na pochodu 3 hlavní jídla. Snídaně a večeře je tvořena fazolemi a kořeněnými tortillami (kukuřičnými plackami). K obědu se přidává především dušená zelenina. Například v Tenejapě jsou oblíbenou pochoutkou králíci. V Amatenangu, Aguacatenangu a Pinole se jí káva a bílý chléb. Velice je také oblíben med od divokých nebo domácích včel.
Indiánská komunita je většinou tvořena vesničkou a jejím okolím. V takové vesnici je obyčejně kostel, úřad, škola, několik krámků a domky obyvatel. Dělí se na dvě kalpule, které mají samostatné vedení a obvykle jsou orientovány východ - západ.
Zdejší lidé žijí v chýších malé čtvercové rozlohy s pyramidovitou střechou pokrytou došky, šindelem, pálenými taškami, nebo vlnitým plechem. Stěny jsou z kůlů a rostlinného pletiva někdy oplácány blátem, či vlnitého plechu. Vnitřek je rozdělen na dvě části. Ložnici se skladištěm a obytným prostorem. Někdy bývají i další domky pro kuchyň, výrobu keramiky a parní lázeň. V místnosti pro parní lázeň se polévají studenou vodou rozpálené kameny. V kuchyni se nachází kamenná deska na drcení kukuřice a nizoučký stolek se čtvrtmetrovými židlemi. Nádobí je hliněné, nebo plastové. Lůžko je tvořeno dřevěnou postelí, na které se nachází silná rohož z rostlinného materiálu. Někdy se na zdi nachází kříž ozdobený jehličím ze sosen. Bohatší rodiny mají televizi, či jiné výdobytky moderní civilizace.
Muži jsou oděni v krátké kalhoty a dlouhé košile. Mají červený vlněný opasek, klobouk a kožené sandály. Ženy chodí ve vlněné, tmavě modré až černé sukni, bílé červeně nebo žlutě vyšívané blůze. Dále mají černý opasek, červenou vlněnou stuhu do vlasů, různé náušnice, skleněné barevné náhrdelníky, vlněný tmavý přehoz přes hlavu, boty. Vlasy si obyčejně splétají do copů.
Ku práci slouží sekera, mačeta, zaostřený kůl na rozrývání milp, volský potah, pila, nůž a kladivo. K jídlu používají dřevěné lžíce či kovové.

### Klasifikační systém
- Mab je vzdálenost mezi koncem palce a prostředníku, čutub (palec - ukazováček)… Některé převzali od Španělů.

- Práce je rozdělena tak, že muži se starají o pole, nosí topivo, obrábějí dřevo a kámen, pletou klobouky. Ženy nosí vodu, perou prádlo, vaří, předou, pletou, šijí, vyšívají a vyrábějí keramiku. Provozují směnný obchod. Některé vesnice jsou specializované na určitou výrobu. Dříve Tzeltalové nelpěli na majetku a ke svým bohatším sousedům chodily často na návštěvu. S postupující globalizací a představě o tom co je to ekonomicky vyspělý národ však podléhají vlivům konzumní společnosti a jejich kultura tak degraduje.

- Rozdělují se do klanů. Například v Oxchucu je jich 6. Každý klan se skládá z několika rodů. Je zajímavé, že všechna klanová jména jsou zde španělská, kdežto kmenová jsou indiánského původu. Jména jsou podle zvířat, rostlin, apod.

- Existuje zde správní hodnostář, schvalovaný státem Chiapas. Pod ním je předseda (indián) a tajemník (míšenec). Nejníže je policista. Na druhé straně zde působí náboženský správce. V indiánských kalpulech je náčelník, tajemník, dva dzunubilové a 4 kštulové - policie. Náčelník drží sosnovou hůl - odznak úcty. Tato hůl má stříbrné kování a je ověšena barevnými stuhami. Ten kdo má hůl, řeší věci obecné a soudí lid, vše bez zásahu mexických úřadů.

### Náboženství
Rodina se snaží o to, aby se jí narodilo co nejvíce chlapců. Po porodu vypije matka nápoj z pepře, hřebíčku a kukuřice, potom jde s novorozenětem do parní lázně. Dětem se zezadu na hlavičku přilepuje kousek vosku, nebo se jim na zápěstí navleče červená či modrá nit, aby neztratily duši.
Věří v Nagual, který na sebe může vzít lidskou nebo zvířecí podobu. Nagualové jsou dobří (trestají hříšníky) a zlí (žerou duše). Tzeltalové věří, že člověk má dvě duše, slabou (může být snědena Nagualy) a silnou (ochrana světce). Naguálové po smrti člověka jednu duši v horách snědí. Ta druhá jde do nebe nebo do pekla.
Atimaltik je místo, kde sídlí stařec, opatrující knihu živých. O letní rovnodennosti Nagualové přicházejí, aby se dověděli o dalších hodech, protože v té knize je napsáno, kdo kdy umře.
Po smrti se drží u mrtvého stráž po dva dny a dvě noci. Nebožtík se umyje, obleče a položí na dřevěná prkna. Ženy se modlí, bědují a pláčou. Pohřbívá se na hřbitově. V Cancucu se dělá hrob v domě zemřelého. Ten je položen hlavou k západu, s rukama zkříženýma na prsou do nichž mu vloží růženec. Do hrobu dostane láhev s vodou, kukuřičnou drť a hřeben, když jde o muže tak kořalku, když o ženu tak nit.

### Onemocnění
Tzeltalové trpí chorobami, které do země přivlekli Evropané. Jsou to různá virová onemocnění a především kožní choroby. Občas jsou očkováni a v San Cristóbalu jsou jim v muzeu regionálních krojů prodávány různé léky. Do Cristóbalu chodí za obchodem. Prodávají zde výrobky, tkané, pletené a šité. Je zde také čistě indiánské tržiště, kde mohou vydělat na prodeji plodů džungle.